# Вибори до Житомирської обласної ради 2010
Вибори до Житомирської обласної ради 2010 — вибори до Житомирської обласної ради, що відбулися 31 жовтня 2010 року. Вибори пройшли за змішаною системою. 

## Результати виборів

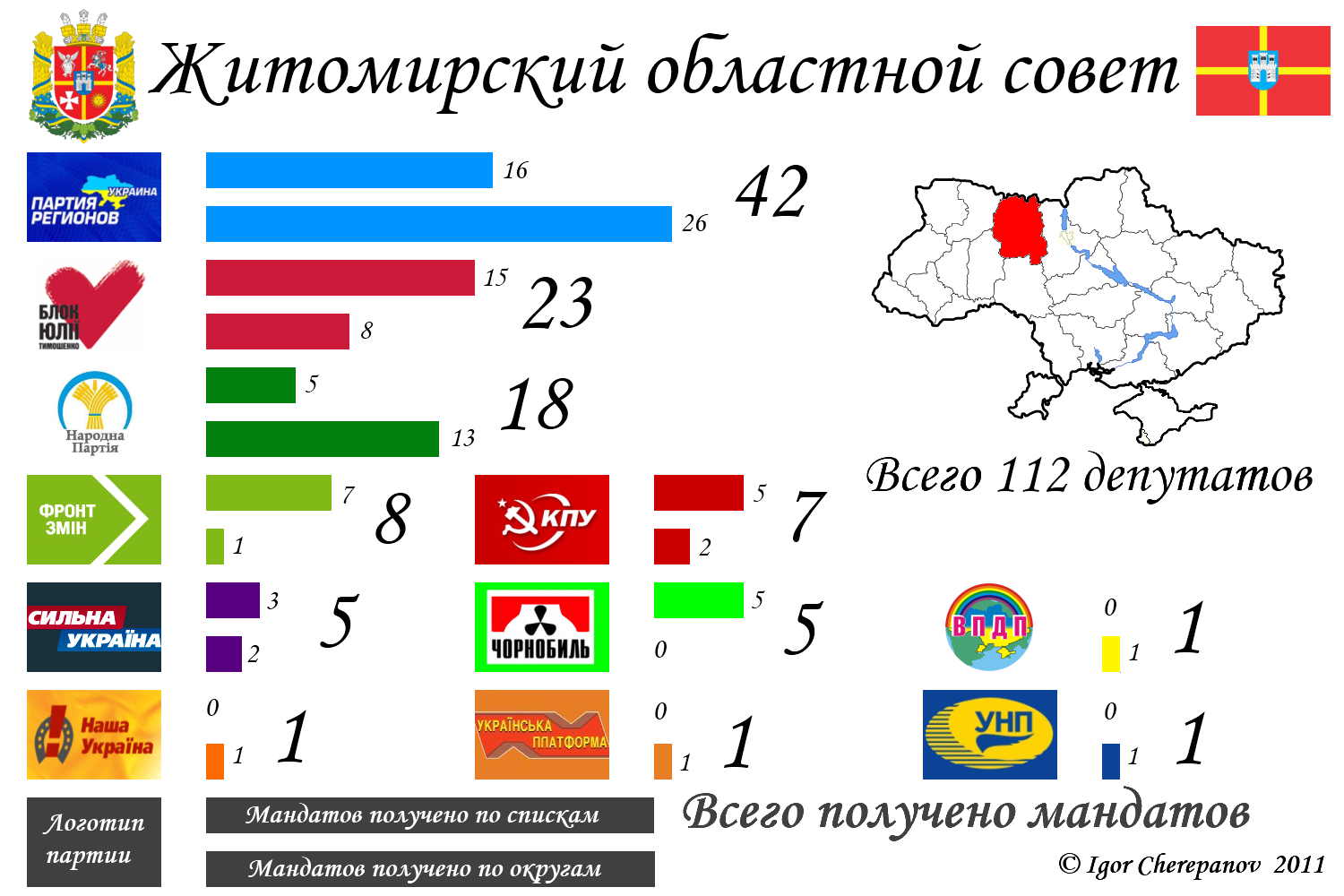
Результати виборів до Житомирської обласної ради

### Голосування за списки партій
| № | Партія чи блок                             | Голосів «За» | У %    | +/- відсотків у порівнянні з попередніми виборами | Місць |
| - | ------------------------------------------ | ------------ | ------ | ------------------------------------------------- | ----- |
| 1 | Партія регіонів                            |              | 17,72% |                                                   | 16    |
| 2 | ВО «Батьківщина»                           |              | 16,35% |                                                   | 15    |
| 3 | Фронт Змін                                 |              | 7,46%  |                                                   | 7     |
| 4 | Народна партія                             |              | 5,82%  |                                                   | 5     |
| 5 | Комуністична партія України                |              | 5,41%  |                                                   | 5     |
| 6 | Всеукраїнська чорнобильська народна партія |              | 4,87%  |                                                   | 5     |
| 7 | Сильна Україна                             |              | 3,75%  |                                                   | 3     |
|   | ВО «Свобода»                               |              | 1,96%  |                                                   | 0     |
|   |                                            |              |        |                                                   |       |
|   | Проти всіх                                 |              |        | —                                                 | —     |
|   | Недійсні бюлетені                          |              |        | —                                                 | —     |
|   | В цілому                                   |              | 100%   |                                                   |       |

### Одномандатні округи
| №  | Партія                                        | Здобуто місць |
| -- | --------------------------------------------- | ------------- |
| 1  | Партія регіонів                               | 26            |
| 2  | Народна партія                                | 13            |
| 3  | ВО «Батьківщина»                              | 8             |
| 4  | Комуністична партія України                   | 2             |
| 5  | Сильна Україна                                | 2             |
| 6  | Фронт Змін                                    | 1             |
| 7  | Соціалістична партія України                  | 1             |
| 8  | Всеукраїнська партія духовності і патріотизму | 1             |
| 9  | Українська платформа                          | 1             |
| 10 | Наша Україна                                  | 1             |
| 11 | Українська народна партія                     | 1             |

### Загальні підсумки здобутих партіями місць
| №  | Партія                                        | Здобуто місць |
| -- | --------------------------------------------- | ------------- |
| 1  | Партія регіонів                               | 42            |
| 2  | ВО «Батьківщина»                              | 23            |
| 3  | Народна партія                                | 18            |
| 4  | Фронт Змін                                    | 7             |
| 5  | Комуністична партія України                   | 7             |
| 6  | Сильна Україна                                | 5             |
| 7  | Всеукраїнська чорнобильська народна партія    | 5             |
| 8  | Соціалістична партія України                  | 1             |
| 9  | Всеукраїнська партія духовності і патріотизму | 1             |
| 10 | Українська платформа                          | 1             |
| 11 | Наша Україна                                  | 1             |
| 12 | Українська народна партія                     | 1             |

## Зовнішні посилання
- Стали известны результаты выборов в Волынский, Житомирский и Винницкий облсоветы [Архівовано 17 листопада 2015 у Wayback Machine.] (рос.)
- Офіційна сторінка Житомирської обласної ради [Архівовано 3 вересня 2011 у Wayback Machine.]
- Сторінка ЦВК України щодо місцевих виборів 2010